# Стайки (Барановичский район)
Стайки (бел. Стайкі) — деревня в Барановичском районе Брестской области Беларуси, в составе Столовичского сельсовета. До 2013 года принадлежала упразднённому ныне Меденевичскому сельсовету. Население — 337 человек (2019).

## Этимология
Ойконим образован от географического термина стайки — «деревянные строения (типа хлева) для крупного рогатого скота и овец»; «скотные дворы, загоны для скота».

## География
Деревня находится в северо-восточном углу Брестской области в 17 км к северо-востоку от центра города Барановичи. Местность принадлежит к бассейну Немана, рядом с деревней берёт начало река Змейка, на которой создана сеть мелиоративных канав. Рядом со Стайками на реке плотина и небольшая запруда. В 2 километрах к югу проходит автомагистраль М1, с ней Стайки связаны местной дорогой. Прочие дороги ведут в соседние деревни Вольно и Столовичи. Ближайшая ж/д станция — Крошин (линия Барановичи — Минск).

## История
Впервые упоминается в письменных источниках в 1563 году, когда представитель татарского княжеского рода Усейн Маликбаш продал имение Стайки некоему пану Овсянику. В 1571 году имение стало собственностью подканцлера литовского Евстафия Воловича. В XVIII веке принадлежало Лопотям, в 1787 году Михаил Лопоть продал его Фоме Пушкину, представителю ветви рода Пушкиных, проживавшей в Великом княжестве Литовском.
После второго раздела Речи Посполитой (1793) местечко вошло в состав Российской империи, принадлежало Минской губернии.
В 1876 году перешло к роду Лашкевичей. Примерно на рубеже веков Лашкевичи полностью перепланировали и перестроили старую усадьбу Пушкиных. Новое поместье включало в себя усадебный дом, парк, сад, сыроварню, ледник, жилые флигели, хозяйственные постройки и кирпичный завод.
Согласно Рижскому мирному договору (1921) деревня вошла в состав межвоенной Польши, где принадлежала Барановичскому повету Новогрудского воеводства. С 1939 года в составе БССР.

## Население
| Численность населения (по переписи) | Численность населения (по переписи) | Численность населения (по переписи) | Численность населения (по переписи) | Численность населения (по переписи) | Численность населения (по переписи) | Численность населения (по переписи) |
| 1921                                | 1939                                | 1959                                | 1970                                | 1999                                | 2009                                | 2019                                |
| ----------------------------------- | ----------------------------------- | ----------------------------------- | ----------------------------------- | ----------------------------------- | ----------------------------------- | ----------------------------------- |
| 90                                  | ↗1139                               | ↘938                                | ↘711                                | ↘556                                | ↘458                                | ↘337                                |

## Достопримечательности
- Усадьба Лашкевичей. Сохранились усадебный дом, флигель прислуги, хозпостройки и фрагменты парка. Все здания заброшены и постепенно разрушаются.

### Памятные места
- Памятник землякам. В память о местных жителях, погибших в период Великой Отечественной войны.
- Мемориальная доска (2016). Установлена в память о сотрудниках, погибших при исполнении служебных обязанностей в 1944—1946 годах.
- Монумент. Посвящён памяти сотрудников Ляховичского РОВД, погибших при исполнении служебного долга, в том числе и в годы Великой Отечественной войны[1].

## Галерея

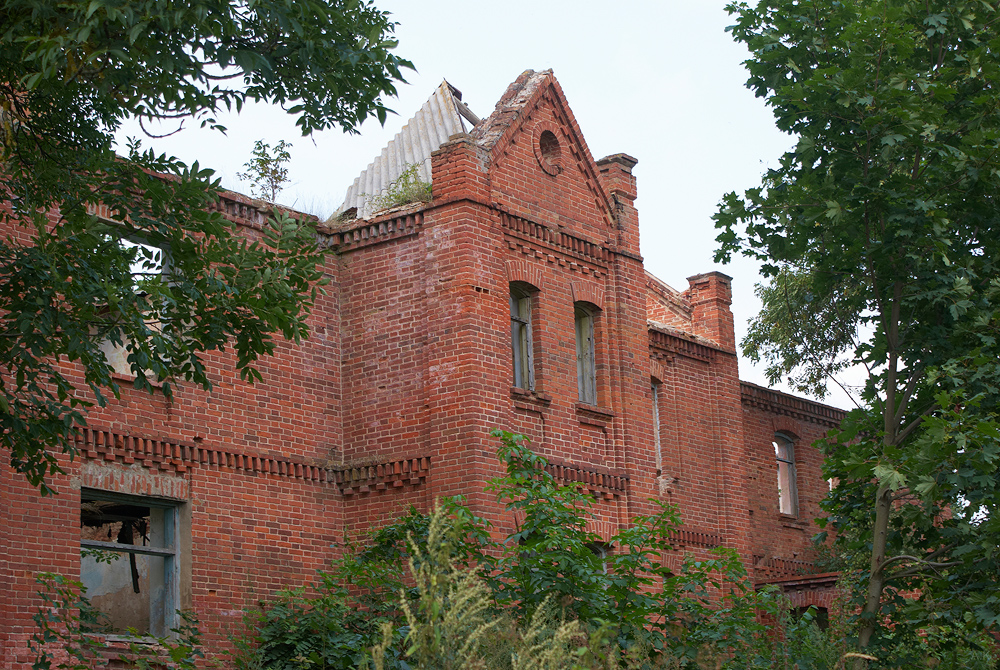
Усадебный дом